# Королевский полк Шотландии

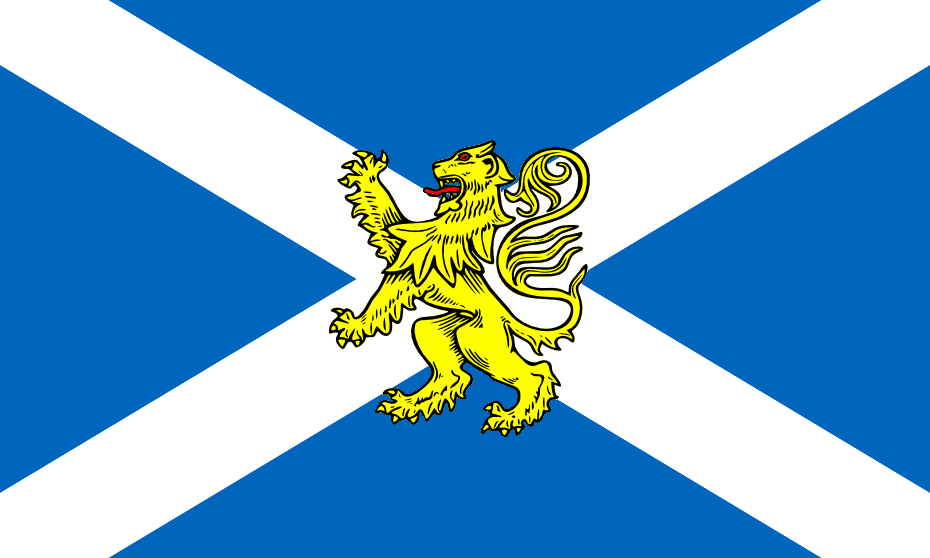
Полковой флаг SCOTS

Королевский полк Шотландии (англ. Royal Regiment of Scotland) — старший и единственный шотландский линейный пехотный полк британской армейской пехоты. Он состоит из трёх регулярных (ранее пяти) и двух резервных батальонов, плюс отдельная рота, каждый из которых ранее был отдельным полком (за исключением бывшего 1-го батальона (ныне расформированного и преобразованного в 1-й батальон рейнджеров, базирующийся в Северной Ирландии), который является объединением двух полков). Однако три регулярных батальона сохранили свои прежние полковые оркестры, чтобы продолжать традиции своих прежних полков.

## История
В рамках реструктуризации британской армии о создании Королевского полка Шотландии объявил министр обороны Джефф Хун в Палате общин 16 декабря 2004 года, после того как слияние нескольких полков и сокращение общего числа регулярных пехотных батальонов с 40 до 36 было обозначено в «Белой книге по обороне» озаглавленной как «Обеспечение безопасности в меняющемся мире: будущие возможности» несколькими месяцами ранее
.
Первоначально полк состоял в общей сложности из 7 батальонов: один из них был сформирован путем слияния Королевского шотландского и Собственного Его Величества шотландского пограничного полков, а остальные — из одного из оставшихся однобатальонных полков Шотландской дивизии. Из всех новых полков, сформированных после объявления от 16 декабря 2004 года, Королевский полк Шотландии — единственный, где сохранились прежние полковые наименования, а новые нумерованные обозначения батальонов стали подзаголовками. Тем не менее, существует общий полковой значок на фуражке, тактический опознавательный знак (TRF), тартан, ремень и головной убор «гленгарри» отличительно окрашенным плюмажем, но для сохранения индивидуальности каждый отдельный батальон носит головной убор «Тэм о' Шантер», а волынщики и барабанщики каждого батальона продолжают носить церемониальную форму и тартаны своих прежних полков.
Наряду со стрелковыми полками, Королевский полк Шотландии является одним из двух линейных пехотных полков, имеющих свой собственный регулярный военный оркестр в составе Королевского корпуса армейской музыки, который был сформирован в результате слияния Хайлендского и Лоулендского оркестров Шотландской дивизии. Кроме того, существуют два территориальных оркестра: Highland Band и Lowland Band Королевского полка Шотландии, которые находятся в ведении двух территориальных батальонов полка. Ранее у полка также была своя парашютно-десантная команда «Золотые львы» (расформирована в 2011 году) и команда по шинти — «Шотландский клуб шинти» (SCOTS Camanachd).
В 1948 году каждый полк линейной пехоты был сокращён до одного батальона. Последующий процесс сокращения общего числа пехотных полков в армии путём расформирования или слияния традиционных графских полков, которые были формализованы в реформе Чайлдерса 1881 года, для формирования более крупных многобатальонных полков, продолжает затрагивать большую часть пехоты британской армии с тех пор, как в «Белой книге по обороне» 1957 года были описаны первые слияния. Создание Королевского полка Шотландии встретило значительную оппозицию среди бывших солдат и националистических групп.
Новый полк также в первую очередь будет килтовым, и есть опасения, что гораздо более старые подразделения Лоуленда, которые традиционно носили тартановые брюки (trews), будут фактически поглощены килтовой традицией Хайленда. Однако доводы Министерства обороны о том, что изменения необходимы для повышения операционной эффективности за счет экономии на масштабе, улучшения и создания более гибких условий службы и решения хронических проблем с набором и удержанием личного состава среди восьми однобатальонных шотландских полков, похоже, были приняты большинством служащих, и действительно были рекомендованы тогдашним начальником Генерального штаба сэром Майклом Джексоном. Джексон делегировал решение о том, как будет происходить сокращение батальонов, Совету шотландских полковников. Совет рекомендовал объединить Королевский шотландский полк с Собственным Его Величества шотландским пограничным полком, учитывая то, что бывший полк долгое время плохо комплектовался и сильно зависел от новобранцев из стран Содружества.
Статус «Чёрной стражи» был особенно противоречивым. Когда было объявлено о подтвержденном плане объединения полков, 1-й батальон «Чёрной стражи» был развёрнут вдали от Басры в лагере «Догвуд» в относительно опасном регионе Ирака. Шотландская национальная партия обвинила Хуна в том, что он «ударил в спину солдатам» и руководствовался исключительно политическими и административными соображениями, мало заботясь о влиянии на моральный дух.
Первоначально полк был сформирован из шести регулярных и двух территориальных батальонов 28 марта 2006 года. 1 августа 2006 года Королевский шотландский батальон (Royal Scots Battalion) и Собственный Его величества шотландский пограничный батальон (King’s Own Scottish Borderers Battalion) были объединены в 1-й батальон Королевского полка Шотландии (1 SCOTS) (или «королевские шотландские пограничники» (Royal Scots Borderers)), в результате чего в окончательном списке регулярных частей осталось пять регулярных батальонов.
В 2012 году, в рамках программы «Армия 2020», было объявлено, что 5-й батальон, не теряя своего названия, связи и истории как Аргайл-сатерлендский хайлендский полк, будет сокращён до статуса дополнительной роты, подобно трём ротам Гвардейской дивизии, и переведён в постоянное подразделение общественных обязанностей в Шотландии.
1 декабря 2021 года в рамках программы «Солдат будущего» 1-й батальон был расформирован и впоследствии переформирован в новый Рейнджерский полк и дислоцирован в Северной Ирландии.

## Организация

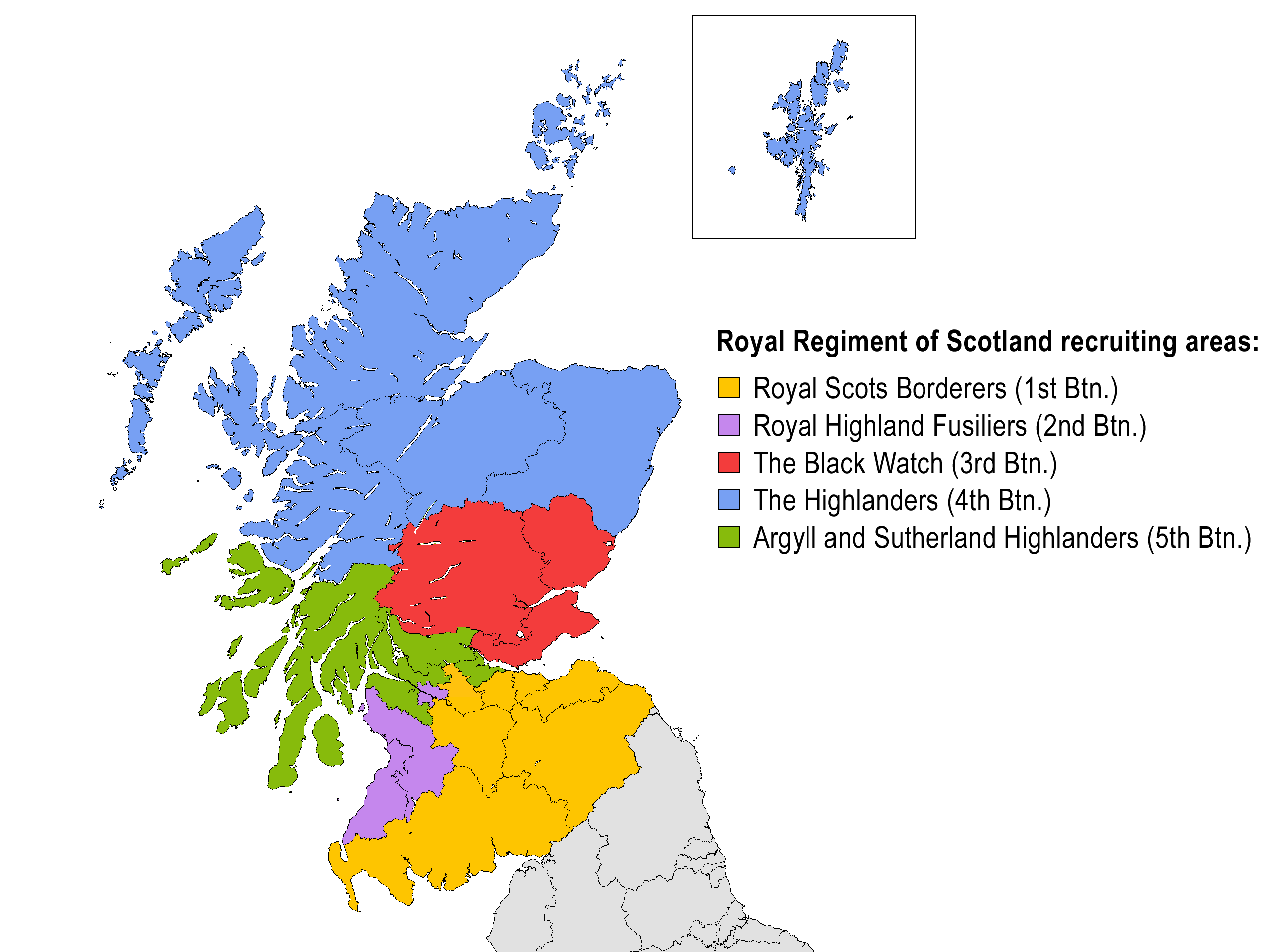
Традиционные рекрутские округа пяти действующих регулярных батальонов — система, первоначально введённая реформами Кардуэлла в 1871 году

Все батальоны Королевского полка Шотландии, чтобы сохранить региональные связи и прежнюю полковую идентичность, приняли название своих прежних отдельных полков. Боевой порядок выглядит следующим образом:
- Штаб полкового управления (Regimental Headquarters Staff)
  - Полковое управление Королевского полка Шотландии[12][13] (Regimental Headquarters, Royal Regiment of Scotland) (Эдинбург)
    - Главный штаб 2-го батальона (2 SCOTS Home HQ) в казармах Гленкорс, Пеникук, округ Мидлотиан
    - Главный штаб 3-го батальона (3 SCOTS Home HQ) в казармах Королевы, Перт
    - Главный штаб 4-го батальона (4 SCOTS Home HQ) в казармах Камерон, Инвернесс
    - Главный штаб 5-го батальона (5 SCOTS Home HQ) в казармах Фортсайд, Стерлинг
- Регулярные батальоны/роты
  - Королевский хайлендский фузилёрный батальон/2-й батальон Королевского полка Шотландии[14][15] (лёгкая пехота)[15]
  - Чёрная стража/3-й батальон Королевского полка Шотландии[14][16] (лёгкая механизированная пехота)[17]
  - Хайлендский батальон/4-й батальон Королевского полка Шотландии[18][19] (механизированная пехота)[20][21]
  - Балаклавская рота Аргайл-сатерлендского хайлендского полка/5-го батальона Королевского полка Шотландии (общественные обязанности), в казармах Редфорд, Эдинбург[14][16][22]
- Резервные батальоны
  - 52-й лоулендский добровольческий батальон/6-й батальон Королевского полка Шотландии (52 LOWLAND)[14][17] в казармах Валхерен, Глазго (лёгкая пехота)[17]
  - 51-й хайлендский добровольческий батальон/7-й батальон Королевского полка Шотландии (51 HIGHLAND)[14][16] в казармах Королевы, Перт (лёгкая пехота)[17]

## Оркестры

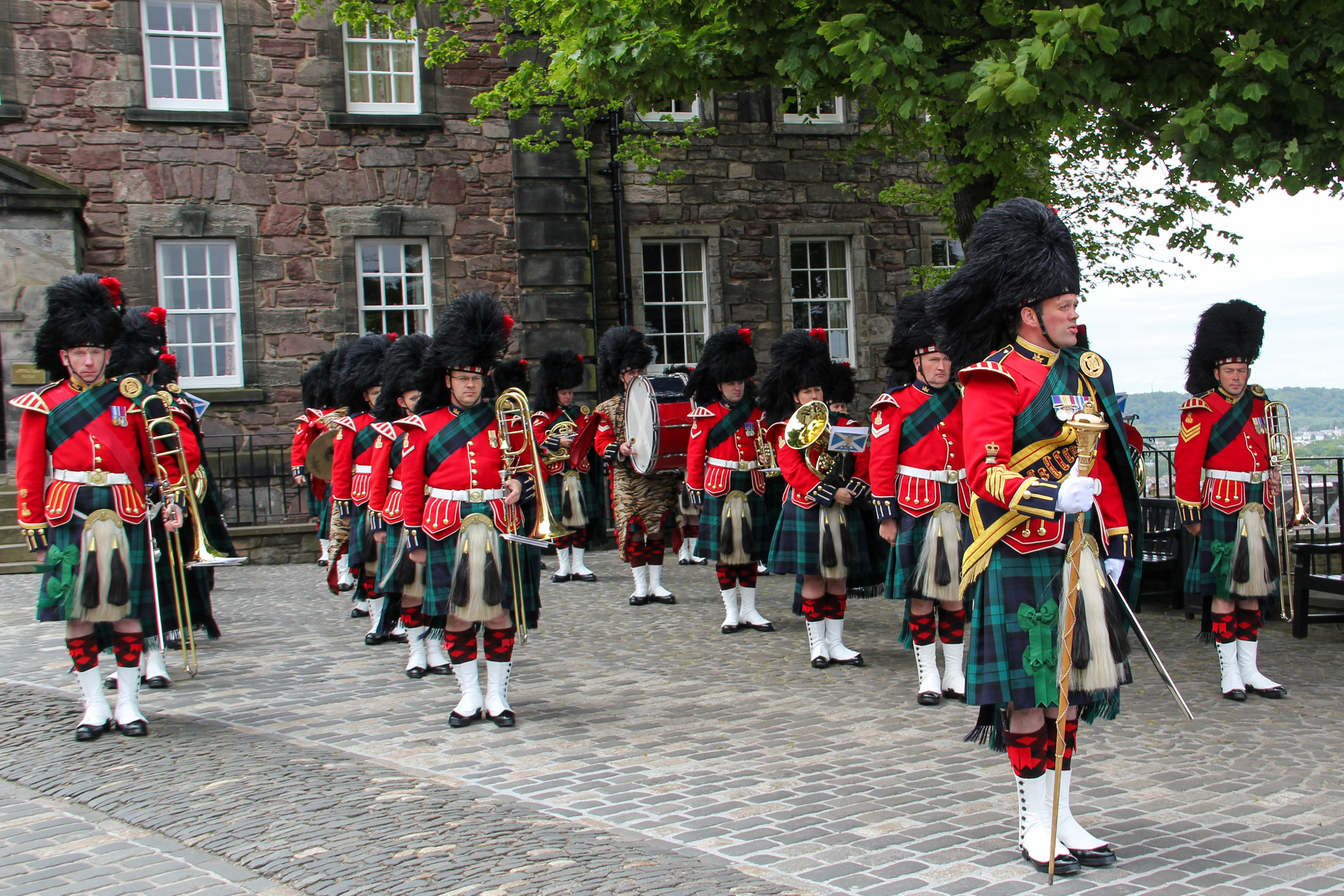
Оркестр Королевского полка Шотландии в Эдинбургском замке.

В полку имеется три полковых военных оркестра (bands) и четыре батальонных оркестра волынщиков и барабанщиков (pipes and drums):
- Оркестр Королевского полка Шотландии, казармы Дрегхорн, Эдинбург
- Лоулендский оркестр Королевского полка Шотландии (резервный) — часть 6-го батальона, Эдинбург
- Хайлендский оркестр Королевского полка Шотландии (резервный) — часть 7-го батальона, Перт
- Оркестры волынщиков и барабанщиков (pipes and drums):
  - Оркестр волынщиков и барабанщиков Королевского хайлендского фузилёрного батальона
  - Оркестр волынщиков и барабанщиков батальона Чёрная стража
  - Оркестр волынщиков и барабанщиков Хайлендского батальона
  - Оркестр волынщиков и барабанщиков 51-го хайлендского батальона/7-го батальона Королевского полка Шотландии (резервный)
- При создании полка в 2006 году было пять дополнительных оркестров волынщиков и барабанщиков:
  - Оркестр волынщиков и барабанщиков 52-го лоулендского батальона/6-го батальона Королевского полка Шотландии (резервный). Расформирован в 2007.
  - Оркестр волынщиков и барабанщиков Аргайл-сатерлендского хайлендского батальона/5-го батальона Королевского полка Шотландии. Расформирован в 2013 году, с сокращением 5-го батальона до Балаклавской роты.
  - Оркестр волынщиков и барабанщиков Королевского шотландского пограничного батальона/1-го батальона Королевского полка Шотландии. Расформирован в 2021 году.[24]
    - Оркестр волынщиков и барабанщиков Королевского шотландского батальона, расформирован в августе 2006 года после слияния в Королевский шотландский пограничный батальон (Royal Scots Borderers)
    - Оркестр волынщиков и барабанщиков Собственного Его Величества шотландского пограничного батальона, расформирован в августе 2006 года после слияния в Королевский шотландский пограничный батальон.

Оркестр Королевского полка Шотландии относится к Королевскому корпусу армейской музыки. Резервные оркестры находятся в ведении Королевского корпуса армейской музыки, но подчиняются соответствующим батальонам.

## Полковой музей
Музей Королевского шотландского полка (королевский полк) и Королевского полка Шотландии расположен в Эдинбургском замке. Работает как независимый музей, экспонаты включают диорамы, униформу, медали, оружие, барабаны, церемониальные регалии и серебро. Экспонаты посвящены деятельности полка с момента его основания и до современной армейской жизни.

## Эмблема
В августе 2005 года на Королевском эдинбургском параде военных оркестров был представлен новый полковой значок (cap badge). Дизайн был разработан в результате совместных усилий, возглавляемых бригадным генералом Эндрю Маккеем, а также другими действующими и отставными офицерами и сержант-майорами полка, при консультативной поддержке главного геральдиста Шотландии лорда Лайона (Lord Lyon King of Arms). Новый нагрудный знак включает в себя салтир Святого Андрея и стоящего на задних лапах льва из Королевского штандарта Шотландии, которые являются двумя важными национальными символами. Значок на фуражке увенчан короной, в данном случае короной Шотландии. Девиз полка — Nemo me impune lacessit («Никто не нападает на меня безнаказанно») — является девизом Ордена Чертополоха, высшего рыцарского ордена Шотландии, а также девизом четырёх ранее существовавших шотландских полков.

## Униформа

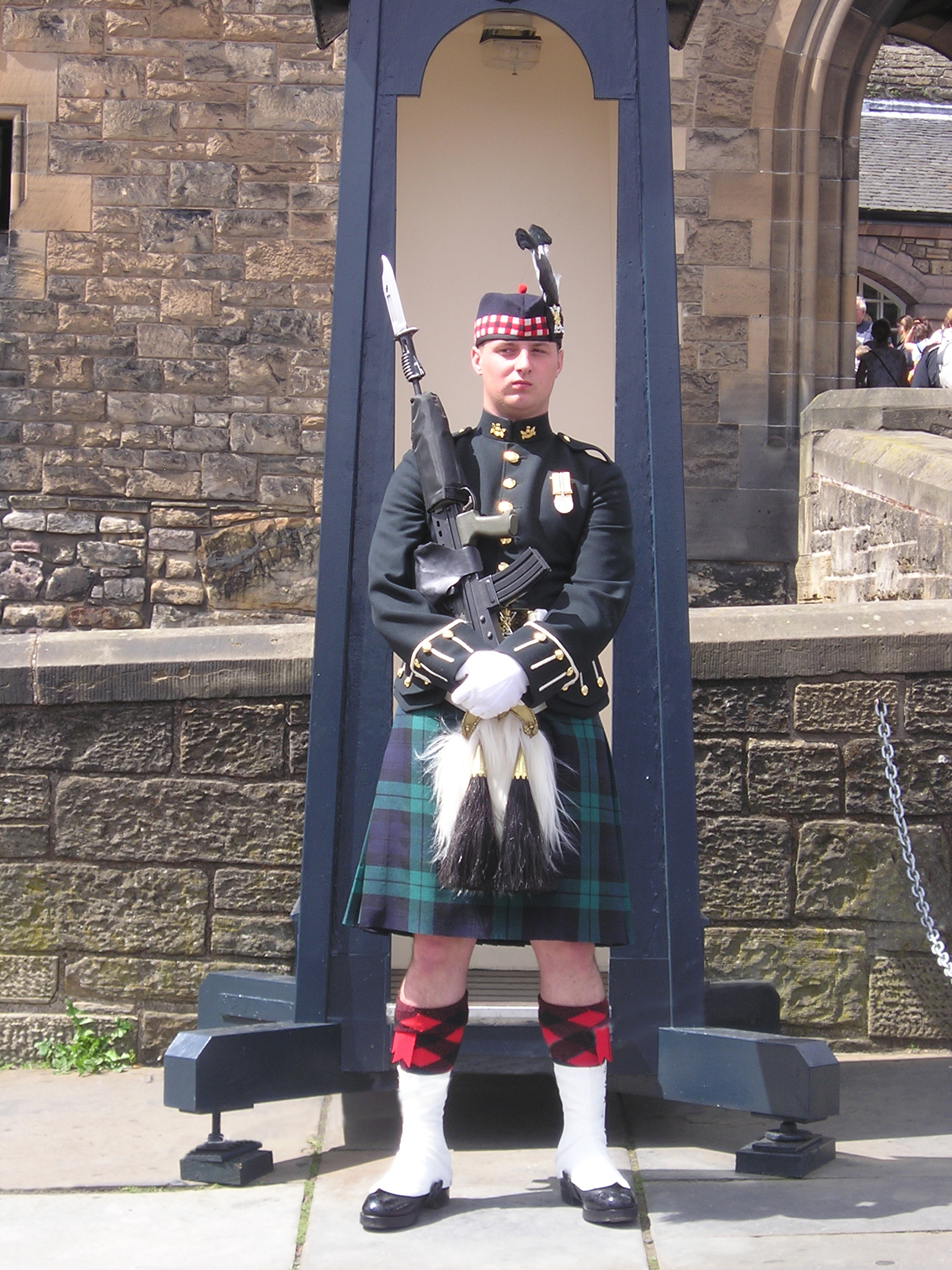
Часовой Королевского полка Шотландии в форме № 1 на эспланаде у входа в Эдинбургский замок.

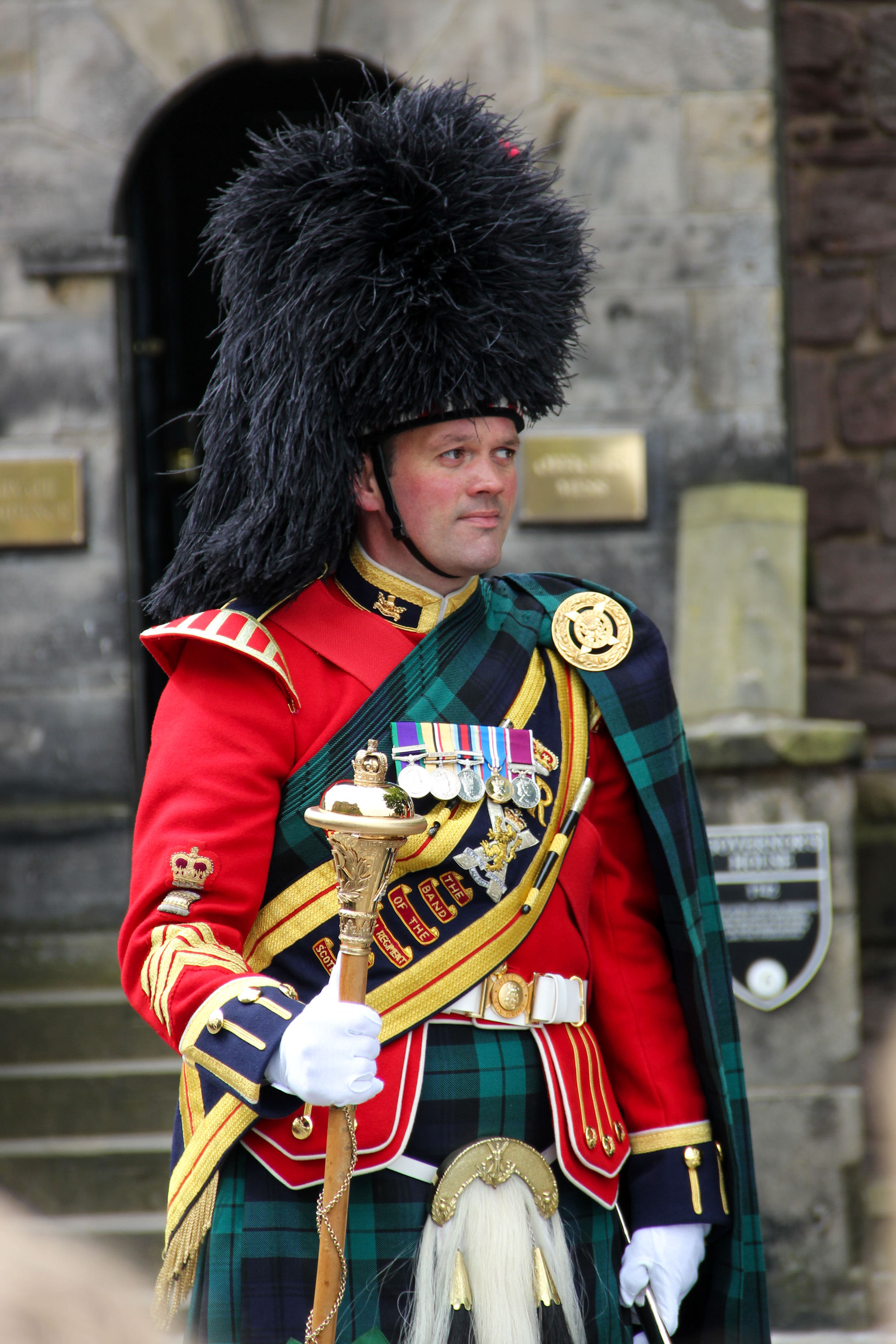
Барабанный майор из оркестра Королевского полка Шотландии в Эдинбургском замке.

### Наряд
Различные формы одежды нового полка включают в себя ряд «золотых нитей» от предшествующих полков. Некоторые из наиболее заметных включают:
- Все батальоны носят гленгарри с лоулендским паттерном узора, этот узор фактически также был общим для сифортского и гордонского хайлендских полков, а также для Королевского хайлендского фузилёрного полка, Королевского шотландского полка и Собственного Его Величества шотландского пограничного полка.
- В форме одежды № 1 и № 2 все батальоны носят хвостовые перья тетерева-косача, прикреплённые к гленгарри, по традиции, заимствованной у Королевского шотландского и Собственного Его Величества шотландского пограничного полков.
- Полковой девиз Хайлендского полка — Cuidich 'n Righ («Помощь королю») — был включён в значок с чертополохом на собачьем ошейнике, который носят на дублете № 1 и № 2 или куртке для служебного костюма.
- Тартан, принятый в новом полку — Government 1A (иногда известный как «Сатерленд»), версия тартана Government (Black Watch), который носил Аргайл-сатерлендский хайлендский полк[28].
- Оркестры волынщиков и барабанщиков каждого батальона сохраняют церемониальную форму предшествующих полков. Так, волынщики и барабанщики 2 SCOTS носит тартан Government № 11 (Red Erskine), барабанщики 3 SCOTS носят Government № 1 (Black Watch), а волынщики 3 SCOTS — Royal Stewart, волынщики и барабанщики 4 SCOTS носят № 4 (Cameron of Erracht), а волынщики 7 SCOTS носят Royal Stewart (см. список тартанов[англ.])[29]   .
- Килт сшит в стиле box pleat, который носили 2-й батальон Black Watch, Сифортский хайлендский полк, собственный Её Величества хайлендский полк (сифортский и камеронский) и Аргайл-сатерлендский хайлендский полк. Спорран выполнен в стиле из конского волоса, который носили Сифортский и Гордонский хайлендские полки, Black Watch носили с латунным козырьком.
- Чёрно-красные плундры с кубиками и алые подвязки соответствуют стилю, принятому в «Чёрной страже». Гамаши с чёрными пуговицами, надетые поверх брогов, соответствуют стилю, принятому в Гордонском хайлендском полку, с острием сзади, как в Чёрной страже.
- Оркестр Королевского полка Шотландии носит головной убор — боннет с перьями с красно-белым позументом и алый дублет в полной парадной форме.

### Плюмаж
Во время службы на боевой форме каждый батальон носит свой уникальный цветной плюмаж на головном уборе Тэм о' Шантер:
- Члены полка, служащие по назначению вне полковой службы (также ранее носили галун бывшего 1-го батальона): чёрный
- 2-й батальон: белый
- 3-й батальон: красный
- 4-й батальон: синий
- 5-й батальон: зелёный
- 6-й батальон: чёрный (был серым)
- 7-й батальон: чёрный (был фиолетовым)

## Преемственность
| 1880                                                                   | Реформа Чайлдерса 1881 | 1921 | Оборонная белая книга 1957                                                                                                | Оборонная белая книга 1966                                                                                                | Варианты перемен 1990 | Оборонная белая книга 2003 |
| ---------------------------------------------------------------------- | --- | --- | --- | --- | --- | -------------------------- |
| 1-й (королевский шотландский) пехотный полк                            | Королевский шотландский полк (лотианский полк)                                                                                               | Королевский шотландский полк | Королевский шотландский полк                                                                                              | Королевский шотландский полк                                                                                              | Королевский шотландский полк                                                                                              | Королевский полк Шотландии |
| 25-й (собственный Его Величества пограничный) пехотный полк            | Собственный Его Величества пограничный полк В 1887 переименован в Собственный Его Величества шотландский пограничный полк                    | Собственный Его Величества пограничный полк В 1887 переименован в Собственный Его Величества шотландский пограничный полк                  | Собственный Его Величества пограничный полк В 1887 переименован в Собственный Его Величества шотландский пограничный полк | Собственный Его Величества пограничный полк В 1887 переименован в Собственный Его Величества шотландский пограничный полк | Собственный Его Величества пограничный полк В 1887 переименован в Собственный Его Величества шотландский пограничный полк | Королевский полк Шотландии |
| 21-й (королевский шотландский фузилёрный) пехотный полк                | Королевский шотландский фузилёрный полк | Королевский шотландский фузилёрный полк | Королевский хайлендский фузилёрный полк (собственный принцессы Маргарет глазгианский и айрширский полк)                   | Королевский хайлендский фузилёрный полк (собственный принцессы Маргарет глазгианский и айрширский полк)                   | Королевский хайлендский фузилёрный полк (собственный принцессы Маргарет глазгианский и айрширский полк)                   | Королевский полк Шотландии |
| 71-й (хайлендский) (лёгкий пехотный) пехотный полк                     | Хайлендский лёгкий пехотный полк В 1923 переименован в Хайлендский лёгкий пехотный полк (полк Глазго)                                        | Хайлендский лёгкий пехотный полк В 1923 переименован в Хайлендский лёгкий пехотный полк (полк Глазго)                                      | Королевский хайлендский фузилёрный полк (собственный принцессы Маргарет глазгианский и айрширский полк)                   | Королевский хайлендский фузилёрный полк (собственный принцессы Маргарет глазгианский и айрширский полк)                   | Королевский хайлендский фузилёрный полк (собственный принцессы Маргарет глазгианский и айрширский полк)                   | Королевский полк Шотландии |
| 74-й (хайлендский) пехотный полк                                       | Хайлендский лёгкий пехотный полк В 1923 переименован в Хайлендский лёгкий пехотный полк (полк Глазго)                                        | Хайлендский лёгкий пехотный полк В 1923 переименован в Хайлендский лёгкий пехотный полк (полк Глазго)                                      | Королевский хайлендский фузилёрный полк (собственный принцессы Маргарет глазгианский и айрширский полк)                   | Королевский хайлендский фузилёрный полк (собственный принцессы Маргарет глазгианский и айрширский полк)                   | Королевский хайлендский фузилёрный полк (собственный принцессы Маргарет глазгианский и айрширский полк)                   | Королевский полк Шотландии |
| 42-й (королевский хайлендский, чёрная стража) пехотный полк            | Чёрная стража (королевские хайлендеры) | Чёрная стража (королевские хайлендеры) | Чёрная стража (королевские хайлендеры)                                                                                    | Чёрная стража (королевские хайлендеры)                                                                                    | Чёрная стража (королевские хайлендеры)                                                                                    | Королевский полк Шотландии |
| 73-й (пертширский) пехотный полк                                       | Чёрная стража (королевские хайлендеры) | Чёрная стража (королевские хайлендеры) | Чёрная стража (королевские хайлендеры)                                                                                    | Чёрная стража (королевские хайлендеры)                                                                                    | Чёрная стража (королевские хайлендеры)                                                                                    | Королевский полк Шотландии |
| 72-й (собственный герцога Олбани хайлендский) пехотный полк            | Сифортский хайлендский полк (росширские буффы) 22 ноября 1881 переименован в Сифортский хайлендский полк (росширские буффы герцога Олбани)   | Сифортский хайлендский полк (росширские буффы) 22 ноября 1881 переименован в Сифортский хайлендский полк (росширские буффы герцога Олбани) | Собственный Её Величества хайлендский полк (сифортский и камеронский)                                                     | Собственный Её Величества хайлендский полк (сифортский и камеронский)                                                     | Хайлендский полк (сифортский, гордонский и камеронский                                                                    | Королевский полк Шотландии |
| 78-й (хайлендский) (россширский) пехотный полк                         | Сифортский хайлендский полк (росширские буффы) 22 ноября 1881 переименован в Сифортский хайлендский полк (росширские буффы герцога Олбани)   | Сифортский хайлендский полк (росширские буффы) 22 ноября 1881 переименован в Сифортский хайлендский полк (росширские буффы герцога Олбани) | Собственный Её Величества хайлендский полк (сифортский и камеронский)                                                     | Собственный Её Величества хайлендский полк (сифортский и камеронский)                                                     | Хайлендский полк (сифортский, гордонский и камеронский                                                                    | Королевский полк Шотландии |
| 79-й (собственный Её Величества камеронский хайлендский) пехотный полк | Собственный Её Величества камеронский хайлендский полк                                                                                       | Собственный Её Величества камеронский хайлендский полк                                                                                     | Собственный Её Величества хайлендский полк (сифортский и камеронский)                                                     | Собственный Её Величества хайлендский полк (сифортский и камеронский)                                                     | Хайлендский полк (сифортский, гордонский и камеронский                                                                    | Королевский полк Шотландии |
| 75-й (стирлингширский) пехотный полк                                   | Гордонский хайлендский полк | Гордонский хайлендский полк | Гордонский хайлендский полк                                                                                               | Гордонский хайлендский полк                                                                                               | Хайлендский полк (сифортский, гордонский и камеронский                                                                    | Королевский полк Шотландии |
| 92-й (гордонский хайлендский) пехотный полк                            | Гордонский хайлендский полк | Гордонский хайлендский полк | Гордонский хайлендский полк                                                                                               | Гордонский хайлендский полк                                                                                               | Хайлендский полк (сифортский, гордонский и камеронский                                                                    | Королевский полк Шотландии |
| 91-й (принцессы Луизы аргайлширский хайлендский) пехотный полк         | Принцессы Луизы (сатерлендско-аргайлский хайлендский) полк 2 июня 1982 переименован в Принцессы Луизы (аргайл-сатерлендский хайлендский полк | Аргайл-сатерлендский хайлендский полк (принцессы Луизы)                                                                                    | Аргайл-сатерлендский хайлендский полк (принцессы Луизы)                                                                   | Аргайл-сатерлендский хайлендский полк (принцессы Луизы)                                                                   | Аргайл-сатерлендский хайлендский полк (принцессы Луизы)                                                                   | Королевский полк Шотландии |
| 93-й (сатерлендский хайлендский) пехотный полк                         | Принцессы Луизы (сатерлендско-аргайлский хайлендский) полк 2 июня 1982 переименован в Принцессы Луизы (аргайл-сатерлендский хайлендский полк | Аргайл-сатерлендский хайлендский полк (принцессы Луизы)                                                                                    | Аргайл-сатерлендский хайлендский полк (принцессы Луизы)                                                                   | Аргайл-сатерлендский хайлендский полк (принцессы Луизы)                                                                   | Аргайл-сатерлендский хайлендский полк (принцессы Луизы)                                                                   | Королевский полк Шотландии |

## Талисман
Официальным талисманом является шетлендский пони по кличке Крачейн. Первоначально он был полковым талисманом Аргайл-сатерлендского хайлендского полка до объединения. Первый пони-талисман был подарен аргайлам в 1929 году принцессой Луизой, герцогиней Аргайл, и назван в честь Бен-Крачейн, горы в одноименном лейтенантстве Аргайлов, и боевого клича клана Кэмпбеллов, вождём которого был герцог Аргайл. Нынешний талисман — шетландский пони Крачейн IV, который был подарен в конце 2012 года.

## Порядок старшинства
| Старший полк Валлийский гвардейский полк | Порядок старшинства | Младший полк Королевский полк принцессы Уэльской |